# The Mayor of Simpleton
The Mayor of Simpleton è il primo singolo della band britannica XTC estratto dall'album Oranges & Lemons. La canzone è stata scritta da Andy Partridge. La canzone raggiunse il 72º posto nella Billboard Hot 100, raggiunse il 1º posto nella Alternative Songs e raggiunse il 46º posto nella Official Singles Chart, diventando il miglior singolo della band negli Stati Uniti.
Venne fatto anche un video musicale diretto da Nick Jones.

## Tracce
7" single
1. The Mayor of Simpleton - 3:58
2. One of the Milions - 4:40

12" single
1. The Mayor of Simpleton - 3:58
2. Dear God - 3:34
3. Senses Working Overtime - 4:28
4. Making Plans for Nigel - 4:15

CD single
1. The Mayor of Simpleton - 3:58
2. Ella Guru
3. Living In a Haunted Heart
4. The Good Things